# Chenal de l'Ouest (rivière Bell)
Pour les articles homonymes, voir Chenal de l'Ouest.
Le chenal de l'Ouest est un chenal de la rivière Bell, coulant dans le territoire de Eeyou Istchee Baie-James, dans la région administrative du Nord-du-Québec, au Québec, au Canada.
Ce chenal est formé par l’île Canica (longueur : 25,6 km ; largeur : 11,1 km) laquelle est délimitée au Sud-Est par ce chenal et au Nord-Est par la rivière Bell.
La foresterie constitue la principale activité économique du secteur ; les activités récréotouristiques, en second. La surface du chenal de l’Ouest (rivière Bell) est généralement gelée du début décembre à la fin avril.
La route forestière R1005 (sens Nord-Sud) coupe la partie Sud-Est du chenal.

## Géographie
Les bassins versants voisins de la chenal de l’Ouest sont :
- côté nord : rivière Bell ;
- côté est : rivière Bell, rivière Laflamme ;
- côté sud : rivière Bigniba, rivière Laflamme, rivière Miskomin ;
- côté ouest : rivière Daniel (rivière Kâwâcebîyak), rivière de l'Esturgeon (rivière Bell), rivière des Indiens (rivière Bell).

La chenal de l’Ouest (rivière Bell) traverse la partie Sud de Eeyou Istchee Baie-James (municipalité), en Jamésie. Ce chenal débute à la confluence de la rivière Laflamme avec la rivière Bell à une altitude de 270 m.
Le cours de la chenal de l’Ouest (rivière Bell) traverse sur 35,4 km selon les segments suivants :
- 4,9 km vers le Sud-Est en longeant l’île Canica (côté Nord-Ouest), jusqu’au pont de la route R1005 (sens Nord-Sud) qui traverse l’île ;
- 5,9 km vers l’Ouest en recueillant les eaux d’un ruisseau (venant du Nord, soit de l’île), jusqu’à la rivière Kâhokikak (venant du Sud) ;
- 5,5 km vers l’Ouest, jusqu’à la rivière Bigniba (venant du Sud) ;
- 4,3 km vers le Nord-Ouest, jusqu’à la rivière Miskomin (venant du Sud) ;
- 4,6 km vers le Nord-Ouest, jusqu’au ruisseau Kapiskagamacik (venant du Sud) ;
- 2,8 km vers l’Ouest, en passant devant la Réserve de biodiversité projetée du Lac Taibi (rive Nord), jusqu’au ruisseau Octikwakane (venant du Sud) ;
- 7,4 km vers le Nord-Ouest en passant entre l’île Adjîdjîmôc (à l’Ouest) et l’île Canita (à l’Est), et en traversant la Réserve de biodiversité projetée du Lac Taibi, jusqu’à sa confluence[2].

Finalement, le chenal de l’Ouest se déverse sur la rive Sud-Est de la rivière Bell.
À partir de la confluence du chenal de l’Ouest, la rivière Bell coule vers l’Ouest en traversant le lac Taibi, puis vers le Nord jusqu’à la rive Sud du lac Matagami. Cette dernière se déverse à son tour dans la rivière Nottaway, un affluent de la Baie de Rupert (Baie James).
La confluence de la chenal de l’Ouest (rivière Bell) avec la rivière Bell se situe à :
- 15,2 km au Nord-Ouest de l’embouchure de la rivière Bigniba ;
- 24,3 km au Nord-Ouest de l’embouchure de la rivière Laflamme ;
- 8,4 km au Sud-Ouest de la route forestière R1005 (au Nord-Est de la rivière Bell) ;
- 11,4 km au Sud-Ouest de la voie ferrée menant à Matagami ;
- 40,3 km au Sud-Est du centre-ville de Matagami ;
- 53,2 km au Nord-Ouest du centre du village de Lebel-sur-Quévillon.

## Histoire
Le toponyme « Chenal de l’Ouest » a été officialisé le 5 décembre 1968 à la Commission de toponymie du Québec, soit lors de sa création.